# Мингардо, Сара
Сара Мингардо (итал. Sara Mingardo; род. 2 марта 1961, Венеция) — итальянская оперная и концертная певица (контральто).

## Биография
Училась в Венецианской консерватории и академии Киджи в Сиене. Дебютировала в 1987 в опере Чимарозы "Тайный брак" (Фидальма).
Пела на известнейших сценах опер и фестивалей, выступала с крупнейшими оркестрами мира, среди них — Берлинский филармонический оркестр, Бостонский симфонический оркестр, Лондонский симфонический оркестр и др. Имеет широкий диапазон голоса: в "Stabat Mater" Перголези взяла ноту ре-бемоль малой октавы. Исполняет также сопрановые партии.
Запись оперы Берлиоза "Троянцы" с партией Анны в её исполнении получила две премии Грэмми и премию Граммофон (2002).
Преподаёт в консерватории "Санта Чечилия" в Риме.
Премия Франко Аббьяти (2009).
Участвовала Глайденборнском Оперном Фестивале в 2006 где исполнила партию  Корнелия в  опере "Юлий Цезарь" Георга Фридриха Генделя вместе  с Даниэль де Ничего.
В 2010 году выступила в Royal Opera House в Лондоне  в опере "Тамерлан"  Георга Фридриха Генделя.
В 2015 в дала сольный концерт в Женеве.

## Репертуар

### Оперы
- Гендель Тамерлан (Андроник), Юлий Цезарь (заглавная партия), Ринальдо (заглавная партия), Ричард I (заглавная партия), Атис, Галатея и Полифем (Галатея)
- Глюк Орфей и Эвридика
- Беллини Чужестранка
- Доницетти Анна Болейн
- Россини Золушка (заглавная партия), Гермиона (Андромаха), Севильский цирюльник (Розина)
- Бизе Кармен (заглавная партия)
- Верди Отелло (Эмилия), Фальстаф (миссис Квикли)
- Пуччини Триптих
- Бриттен Поругание Лукреции

### Другие сочинения
Арии и канцоны Фрескобальди, Кариссими, Перголези, кантаты Алессандро Скарлатти, Вивальди и Баха, Gloria Вивальди, Мессия Генделя, Реквием Моцарта, Реквием Иоганна Йозефа Фукса, Stabat Mater Россини, Лауда на Рождество Господне Респиги.